# Renée Eykens
Renée Eykens (Brasschaat,  8 juni 1996) is een Belgische atlete, die gespecialiseerd is in de middellange afstand. Zij won zowel bij de junioren als bij de atleten U23 de Europese titel op de 800 m. In 2016 nam ze deel aan de Olympische Spelen.

## Biografie
Eykens, die afkomstig is van Kapellen, veroverde verschillende Belgische jeugdtitels op de 800 m en de 1500 m. In 2013 nam ze op de 800 m deel aan de Wereldkampioenschappen U18 in Donetsk, waar ze zesde werd. In 2015 liep ze op beide afstanden het minimum voor deelname aan de Europese kampioenschappen voor junioren. Op de 800 m verbeterde ze ook het meer dan dertig jaar oude Belgisch juniorenrecord van Betty Vansteenbroek. Ze koos voor de 800 m en werd op die afstand met ruime voorsprong Europees kampioene bij de junioren (U20) in Eskilstuna.
Op 28 mei 2016 liep Eykens de limiet voor de Europese kampioenschappen in Amsterdam en op 11 juni 2016 veroverde ze ook de limiet voor de Olympische Spelen in Rio de Janeiro met een tijd van 2.01,34. Op de Olympische Spelen veroverde ze met een persoonlijk record van 2.00,00 een plaats in de halve finale. In die halve finale werd ze vijfde in 2.00,45.

### Clubs
Eykens was aangesloten bij AC Kapellen (KAPE) en stapte over naar Antwerp Athletics (AA). Sinds eind 2019 wordt ze getraind door Stef Vanhaeren en Steve Vernon.

## Kampioenschappen

### Internationale kampioenschappen
| Onderdeel | Titel                  | Jaar |
| --------- | ---------------------- | ---- |
| 800 m     | Europees kampioene U20 | 2015 |
| 800 m     | Europees kampioene U23 | 2017 |

### Belgische kampioenschappen
Outdoor
| Onderdeel               | Jaar |
| ----------------------- | ---- |
| 800 m                   | 2019 |
| 1500 m                  | 2017 |
| veldlopen (korte cross) | 2018 |

Indoor
| Onderdeel | Jaar |
| --------- | ---- |
| 800 m     | 2021 |

## Persoonlijke records
Outdoor
| Onderdeel | Prestatie | Datum            | Plaats         |
| --------- | --------- | ---------------- | -------------- |
| 800 m     | 2.00,00   | 17 augustus 2016 | Rio de Janeiro |
| 1500 m    | 4.10,12   | 30 juli 2016     | Kessel-Lo      |

Indoor
| Onderdeel | Prestatie | Datum            | Plaats     |
| --------- | --------- | ---------------- | ---------- |
| 800 m     | 2.02,15   | 16 februari 2019 | Birmingham |

## Palmares

### 800 m
- 2013:  BK indoor AC - 2.10,88
- 2013: 6e WK U18 in Donetsk - 2.07,70
- 2014:  BK indoor AC - 2.09,13
- 2015:  EK U20 in Eskilstuna - 2.02,83
- 2016:  Gouden Spike - 2.01,34
- 2016: 4e ½ fin. EK in Amsterdam - 2.02,38
- 2016: 5e ½ fin. OS in Rio - 2.00,45
- 2017:  EK U23 in Bydgoszcz - 2.04,73
- 2018: 8e in reeks EK in Berlijn - 2.56,24
- 2019: 4e EK Indoor in Glasgow - 2.03,32 s
- 2019:  BK AC - 2.02,47
- 2019: 6e in reeks WK in Doha - 2.03,65
- 2021:  BK indoor AC - 2.02,24
- 2021:  Gouden Spike in Leiden - 2.04,04
- 2023:  BK indoor AC – 2.08,81

### 1500 m
- 2016:  BK AC - 4.18,53
- 2017:  BK AC - 4.13,50

### veldlopen
- 2016:  BK AC (korte cross) in Wachtebeke
- 2018:  BK AC (korte cross) in Laken

## Onderscheidingen
- 2016: Gouden Spike voor beloften (trofee voor beste Belgische belofte (U23) van het jaar)